# دفع (شیمی)

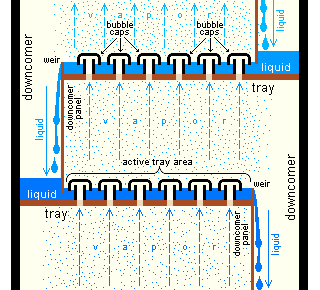
فرایند جداسازی

دفع(به انگلیسی: Stripping) در علومی چون شیمی و مهندسی شیمی، فرآیندی است که طی آن ماده‌ای از یک مایع جداسازی شده و وارد فاز گاز یا بخار می‌شود.واحد دفع در طراحی فرآیندهای شیمیایی معمولاً به صورت متوالی پس از یک واحد جذب گاز قرار دارد.عملیات دفع می‌تواند در برج‌های آکنده یا سینی دار انجام پذیرد.